# دوغلاس غلوفر
دوغلاس غلوفر (بالإنجليزية: Douglas Glover)‏ هو سياسي بريطاني، ولد في 13 فبراير 1908، وتوفي في 15 يناير 1982. حزبياً، نشط في حزب المحافظين.

## مناصب
- في الانتخابات الفرعية في مجلس العموم البريطاني [الإنجليزية]‏، انتخب عضو برلمان المملكة المتحدة الـ40 عن دائرة Ormskirk (UK Parliament constituency) [الإنجليزية]‏ (12 نوفمبر 1953 – 6 مايو 1955).
- في الانتخابات العامة في المملكة المتحدة 1955 [الإنجليزية]‏، انتخب عضو البرلمان الحادي والأربعين للمملكة المتحدة ‏ عن دائرة Ormskirk (UK Parliament constituency) [الإنجليزية]‏ (26 مايو 1955 – 18 سبتمبر 1959).
- في الانتخابات العامة في المملكة المتحدة 1959 [الإنجليزية]‏، انتخب عضو البرلمان الثاني والأربعون للمملكة المتحدة ‏ عن دائرة Ormskirk (UK Parliament constituency) [الإنجليزية]‏ (8 أكتوبر 1959 – 25 سبتمبر 1964).
- في الانتخابات العامة في المملكة المتحدة 1964 [الإنجليزية]‏، انتخب عضو البرلمان الثالث والأربعون للمملكة المتحدة عن دائرة Ormskirk (UK Parliament constituency) [الإنجليزية]‏ (15 أكتوبر 1964 – 10 مارس 1966).
- في الانتخابات العامة في المملكة المتحدة 1966 [الإنجليزية]‏، انتخب عضو البرلمان الرابع والأربعون للمملكة المتحدة عن دائرة Ormskirk (UK Parliament constituency) [الإنجليزية]‏ (31 مارس 1966 – 29 مايو 1970).